# Волинська височина
Воли́нська височина́ — слабкохвиляста височина на заході України. Волинську височину разом із Подільською часто розглядають як єдину Волино-Подільську височину.

## Розташування
Волинська височина лежить у межах Волинської, Рівненської і, частково, північних частин Львівської та Хмельницької областей, а також, частково, Люблінського воєводства (Польща). Простягається від річки Західний Буг до річки Корчик на Хмельниччині (притока річки Случ) майже на 200 км. Ширина Волинської височини — 40—50 км.
На півночі уступом заввишки 30—50 м обривається до Поліської низовини. На півдні Волинська височина відокремлена невеликим уступом від рівнини Малого Полісся.

## Рельєф
Середня висота Волинської височини — 220—250 м, найбільша — 361 м (Повчанська височина). Переважає увалисто-балковий рельєф. Розвинутий карст.
Річковими долинами Бугу, Стиру, Горині та їхніх приток Волинська височина розчленована на окремі ділянки, серед яких:
- Сокальське пасмо
- Надбузька височина
- Горохівська височина
- Повчанська височина
- Рівненське плато
- Гощанське плато
- Мізоцький кряж
- Шепетівська рівнина

## Геоструктура
Основою Волинської височини є відкладення крейдового періоду, на заході під крейдовими відкладеннями залягають кам'яновугільні поклади Львівсько-Волинського вугільного басейну.
На межиріччях розвинені лесоподібні суглинки, у західній частині під ними трапляються відкладення Дніпровського (максимального) зледеніння. На Волинській височині переважають лісостепові ландшафти.
Промислове значення мають такі корисні копалини: крейда, кам'яне вугілля, торф, вапняки, глини.

## Рослинність
Рослинність Волинської височини переважно лісостепова. Ліси (здебільшого грабові, дубові та дубово-соснові) збереглися фрагментарно. Вони становлять приблизно 9 % площі височини.

## Охорона природи
У межах Волинської височини розташовані природоохоронні території: Дермансько-Острозький національний природний парк, заказник Вишнева Гора та інші.